# André Dekeijser

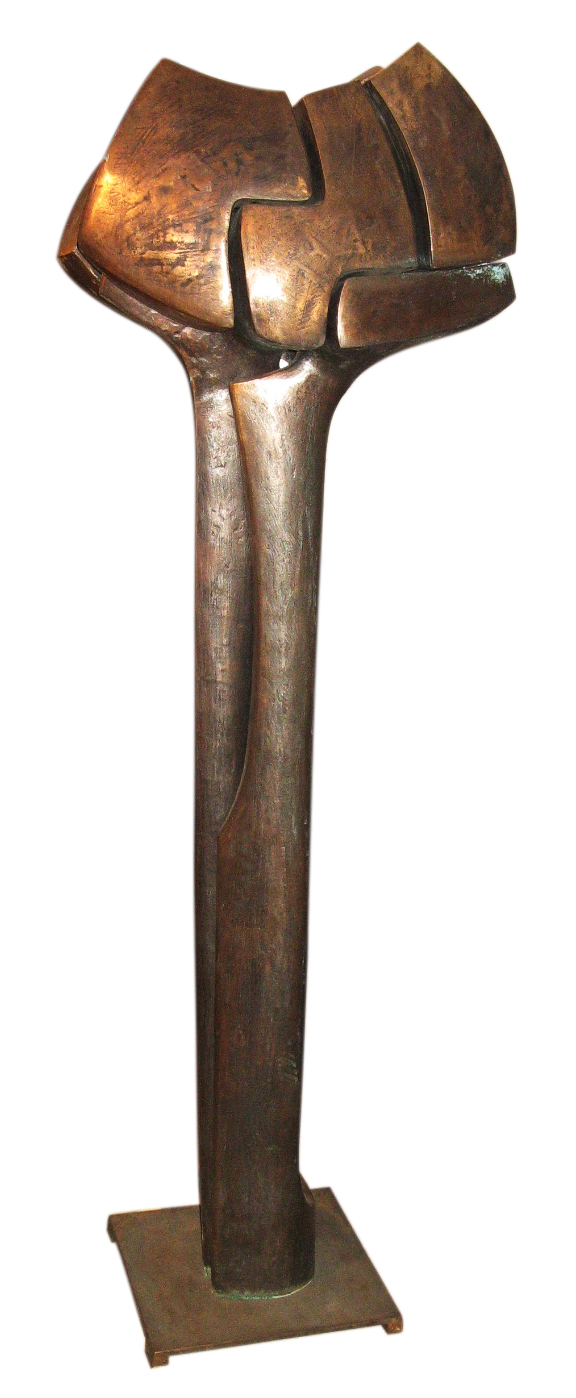
Groot brons, 1975

André Dekeijser (Brussel 1 augustus 1924 - 9 december 2013) was een Belgische hedendaags beeldhouwer, abstract en monumentaal die voornamelijk gebruik maakte van brons en koper.

## Biografie
Andre Dekeijser bracht drie jaar van zijn jonge leven door in Port-Francqui (Ilebo/Congo-Kinshasa), van 1926 tot 1929, alvorens terug te keren naar België.
Al snel ontwikkelde hij zijn tekentalent en ging grafische vormgeving studeren aan de Koninklijke Academie voor Schone Kunsten van Brussel. Na de Tweede Wereldoorlog werkte hij enkele jaren in het keramiekatelier van Alexander Geufanstein alvorens in 1952 in de voetsporen van zijn vader te treden, die stierf in Congo. Hij werkte er aan het Geografisch Instituut van Belgisch Congo (IGCB). Tijdens deze periode stelde hij zijn eerste sculpturen tentoon in Kinshasa in 1957. Hij werd sterk beïnvloed door de Afrikaanse kunst.
André Dekeijser stichtte een gezin en keerde voor twee jaar terug naar België terwijl hij werkte in de kaartafdeling van het provinciaal domein van Mirwart. Al snel besloot hij met zijn vrouw en twee kinderen het geluk te beproeven in Brazilië, in het centrum van de provincie São Paulo.
Bij zijn terugkomst, drie jaar later, besloot hij zich volledig toe te leggen op de beeldhouwkunst. Hij kreeg onderdak in het atelier van zijn vriend André Eijberg voor hij een eigen atelier opzette. Hij hernam materialen die hij goed kende zoals terracotta en patina en waagde zich aan nieuwe materialen zoals blokken cellenbeton, waarvan de prijs hem toeliet zich met meer omvang uit te drukken. Hij werkte ook met hout en steen en startte met het afgieten van zijn werken in brons waarvan hij sommige delen polierde en andere patineerde.

## Werk
Na gewerkt te hebben met terracotta, hout, steen en cellenbeton richtte André Dekeijser zich voornamelijk op brons en koper.  Het polijsten en het aanbrengen van een patina op zijn werken in brons verdiepen hun reliëf en nodigen uit om aangeraakt te worden. In koper vervaardigde hij zijn eerste monumentale werken: hij sneed, laste en patineerde rood koper om werken van een groter volume te maken. Vormen lopen in elkaar over. Om te controleren of uitvergroten van een stuk mogelijk is, werden de basismodellen in terracotta of was onderworpen aan een testreeks van steeds kleiner wordende beeldjes.
Omdat hij in Congo en Brazilië verschillende keren eigenhandig zijn huis bouwde, zal André Dekeijser een project voor huis-sculptuur opzetten, er de plannen voor tekenen en een maquette maken. Maar het zal nooit uitgevoerd worden ondanks de interesse en steun van verschillende architecten. Hij stelde zijn tekentalent ook ten dienste van een groep osteopaten, die hem vroegen hun handboek voor studenten te illustreren. Hij maakte voor zijn plezier ook enkele strips zonder de intentie deze te willen publiceren. Hij ontwierp ook enkele juwelen die hij in brons en zilver goot met behulp van de verloren was-techniek.

## Stijl en invloed
Na zowel geleefd te hebben in de enorme tropische wouden van Centraal-Afrika, op de immense hoogvlaktes van Zuid-Brazilië als in de moderne beschaving, is het niet verwonderlijk dat zijn werk noch lieflijk noch angstig is maar eerder massief, imposant zonder ornamenten, gemaakt voor de uitvergroting. Zijn vormen zijn robuust maar gracieus en zonder enige agressie ondanks de scherpe randen. Beïnvloed door de Afrikaanse kunst bewondert André Dekeijser het werk van Constant Permeke, vooraleer hij zich richt op de abstracte kunst waarin hij, zonder enige twijfel, Henry Moore als zijn leermeester ziet.  In de evolutie van zijn abstract werk hebben leegtes minstens even veel belang als het reliëf.
Begin jaren 1980 brengt zijn zoektocht naar vormen hem tot meer sensualiteit; de dualiteit van de geslachten blijft in zijn werk niet afwezig. De tweeslachtigheid van gekoppelde vormen die zich mengen, die zich zonder te raken in elkaar vlechten, waarbij de een niet bestaat zonder de ander, is waarschijnlijk het meest ontwikkelde thema van de kunstenaar. Hij onderzoekt ook andere onderwerpen zoals de werking van objecten die de motor vormen van een puzzel waarbij het aangenaam is om van elk stuk zowel de leegtes als de massieve volheid te ontdekken door ze uit elkaar te halen of te proberen om ze op de juiste manier te ordenen. Zijn werken nodigen de toeschouwer uit hen aan te raken en met de vormen te spelen, meer dan er alleen maar naar te kijken. In deze mechanische periode tekende André Dekeijser een groot aantal verrassende machines in hallucinante perspectieven die onvermijdelijk de vraag oproepen: «Waarvoor kunnen die dienen?»

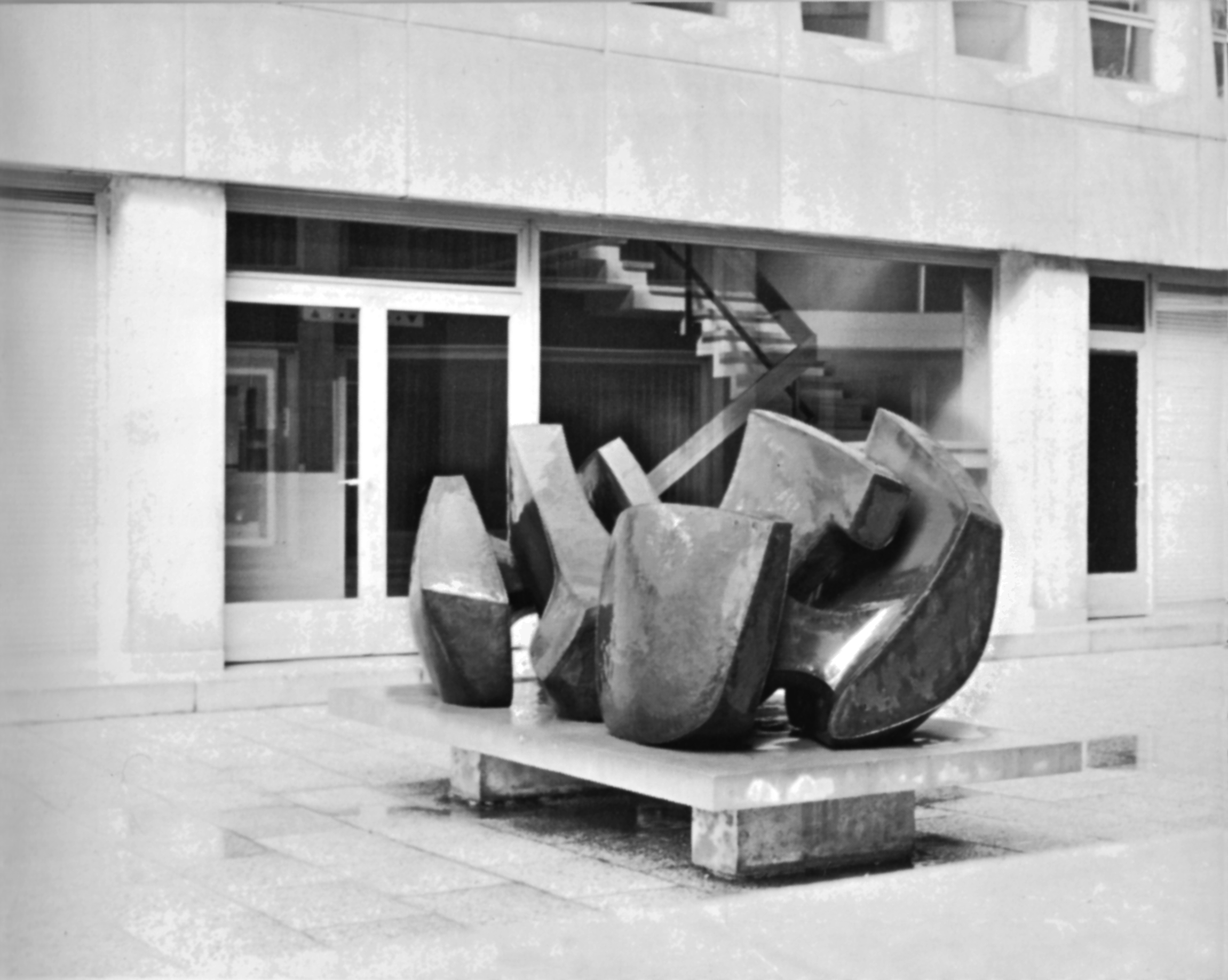
Grote Liggende Vormen 1971, Aarlen-Triers

## Verwezenlijkingen
- 1957 : Eerste tentoonstelling in Kinshasa
- 1966 : Egmont Gallery Petit Sablon
- 1969 : Galerie "le rempart"
- 1971 : Galerie "Arcanes" en "Het Bouwcentrum/ Centre du Bâtiment" in Brussel.
- 1971 : Een groot koperen werk « Grote liggende vormen nr. 2 » bevindt zich tussen de Aarlenstraat en de Trierstraat.
- 1972 : Aankoop door het Centrum Manhattan (Brussel) van een werk voor hun hangende tuinen.
- Werken aangekocht door de Belgische Staat en in privé-collecties in binnen- en buitenland[5]
- 1972 : Beeldhouwwerk in de stad : [tentoonstelling][6]
- 1975 : Beeldhouwwerken in open lucht : Belgische hedendaagse beeldhouwers : [tentoonstelling][7]
- 1980 : Gemeente Watermaal-Bosvoorde verwerft "Vormen in de Ruimte nr. 10"
- 1982 : Gemeente Watermaal-Bosvoorde verwerft "Vormen in de Ruimte nr. 5" een groot werk in brons dat in de hal van het cultureel centrum van Bosvoorde geplaatst wordt.
- 1984 : La Vénerie, Cultureel Centrum van Watermaal-Bosvoorde, 15.11 1984 - 02.12 1984[8]
- 1990 : 6 FOTOGRAFEN EN 6 BEELDHOUWERS IN DE VENERIE[9]
- 2016 : “COUPLES” Retrospective 1958 – 1986 Sculptures 19 November 2015 to 9 January 2016[10]